# FIFA 21
FIFA 21 är ett fotbollsspel utgiven av Electronic Arts som en del av FIFA-serien. Det är den 28:e delen i FIFA-serien och släpptes den 9 oktober 2020 för Microsoft Windows, Nintendo Switch, PlayStation 4 och Xbox One, med versioner för Playstation 5, Xbox Series X, Xbox Series S och Google Stadia släpps på ett ospecificerat datum.
Spelet innehåller mer än 30 ligor, över 300 klubbar och över 17.000 spelare. I augusti 2020 meddelade EA Sports ett mångårigt avtal med AC Milan och Inter Milan.
Juventus, Roma, River Plate och Corinthians medverkar inte i spelet som istället går under namnen Piemonte Calcio, Roma FC, Nuñez och Oceânico FC. Spelet använder spelarnas utseende utom Oceânico FC. Bayern München medverkar men använder inte officiella arenan.